# Nebra (Unstrut)
Nebra (Unstrut) es una aldea de Sajonia-Anhalt. Pertenece a la mancomunidad de Unstruttal en el noroeste del distrito de Burgenland.

## Geografía
Nebra se encuentra entre Querfurt y Naumburg en el valle del río Unstrut , en el Oeste del distrito de Burgenland.
| En        | Habitantes |
| --------- | ---------- |
| Nebra     | 2467       |
| Reinsdorf | 551        |
| Wangen    | 551        |

## Literatura
- Otto Küstermann: Zur Geschichte der Stadt, des Schlosses und ehemaligen Gerichtsbezirks Nebra und seiner unmittelbaren Umgebung sowie seiner Beziehungen zum ehemals sächsischen Amte Freiburg. En: Jahresbericht des Thüringisch-Sächsischen Vereins für Erforschung des vaterländischen Altertums und Erhaltung seiner Denkmale. Halle, Band 1897, pág. 40–92.
- Dietrich Mania, Volker Toepfer, Emanuel Vlček: Nebra – una jungpaläolithische Freilandstation en Saale-Unstrut-Área (= Publicaciones de la Oficina para la protección de los Monumentos y Arqueología de Sajonia-Anhalt – Museo de la Prehistoria, Tomo 54). Dirección provincial de Arqueología, Halle (Saale) en 1999, ISBN 3-910010-36-9.[2]
- Ernst Pfeil:  Historia de la ciudad y del castillo de Nebra en Unstrut. August Schneider, Sangerhausen 1929-1933, DNB 361285418
- Bibliografía relacionada con Nebra (Unstrut) en el catálogo de la Biblioteca Nacional de Alemania..
- Trautmann: Nebra la ciudad y el castillo. En: Thüringen und der Harz. 1839, pág. 134.